# Gideon (Misuri)
Gideon es una ciudad ubicada en el condado de Nueva Madrid en el estado estadounidense de Misuri. En el Censo de 2010 tenía una población de 1093 habitantes y una densidad de población de 234,45 personas por km².

## Geografía
Gideon se encuentra ubicada en las coordenadas 36°26′40″N 89°54′22″O / 36.44444, -89.90611. Según la Oficina del Censo de los Estados Unidos, Gideon tiene una superficie total de 4,67 km², de la cual 4,64 km² corresponden a tierra firme y (0,56%) 0,03 km² es agua.

## Demografía
Según el censo de 2010, había 1093 personas residiendo en Gideon. La densidad de población era de 234,45 hab./km². De los 1093 habitantes, Gideon estaba compuesto por el 99,36% blancos, el 0,09% eran afroamericanos, y el 0,55% pertenecían a dos o más razas. Del total de la población el 0,27% eran hispanos o latinos de cualquier raza.

## Historia
El primer hotel construido en Gideon data de 1900 y la primera tienda abrió en 1901. En 1903 se abrió la primera escuela y la primera consulta médica. En 1904 se abrió una oficina de correos.

Entre 1931 y 1986 operó la fábrica Gideon Box que empleaba a unas 250 personas. Producía cajas para bebidas que eran enviadas por todo EE. UU., a Cuba y otros países de Hispanoamérica. Durante la Segunda Guerra Mundial, por un contrato con el gobierno federal, se fabricaron cajas para munición y piquetas para tiendas. Era la única fábrica del país que fabricó dichas piquetas.